# Gerendás
Gerendás este un sat în districtul Békéscsaba, județul Békés, Ungaria, având o populație de 1.368 de locuitori (2011). 

## Demografie
Componența etnică a satului Gerendás
     Maghiari (83,43%)
     Slovaci (14,83%)
     Alții (1,74%)
Componența confesională a satului Gerendás
     Romano-catolici (46,86%)
     Luterani (17,98%)
     Fără religie (10,6%)
     Reformați (3,44%)
     Atei (1,02%)
     Necunoscută (19,88%)
     Greco-catolici (0,22%)
     Alte religii (0,95%)
Conform recensământului din 2011, satul Gerendás avea 1.368 de locuitori. Din punct de vedere etnic, majoritatea locuitorilor (83,43%) erau maghiari, cu o minoritate de slovaci (14,83%). Nu există o religie majoritară, locuitorii fiind romano-catolici (46,86%), luterani (17,98%), persoane fără religie (10,6%), reformați (3,44%) și atei (1,02%). Pentru 19,88% din locuitori nu este cunoscută apartenența confesională.